# Lago Serpentine (Novo Brunswick)
O lago Serpentine é um lago de água doce localizado no condado de York, província de New Brunswick, no Canadá.

## Descrição
Este lago encontra-se nas coordenadas geográficas 48°53'N 58°17'W.
O lago Serpentine está localizado a uma distância de 42,3 milhas das cataratas de Grand Falls, acidente geográfico também localizado na província de New Brunswick. 
O local é procurado para pesca, dada a abundância da fauna piscícola existente, sendo que os pescadores que aqui se deslocam vão encontrar uma variedade de peixes apreciável, onde se inclui a truta-comum o Salvelinus fontinalis e o Lepomis macrochirus.